# Brayan Riascos
Brayan Riascos (Buenaventura, Valle del Cauca, Colombia, 10 de octubre de 1994) es un futbolista colombiano. Juega como delantero y su equipo es el Pakhtakor de la Super Liga de Uzbekistán.

## Trayectoria
En junio de 2021 fichó por el Metalist Járkov ucraniano. En marzo de 2022, debido a la situación que vivía en el país, se fue al Grasshoppers para completar la temporada. En julio de ese mismo año se marchó a Arabia Saudita para jugar en el Khaleej Club. Allí estuvo hasta diciembre, ya que en enero de 2023 regresó a Madeira para jugar en el Marítimo. Unos meses después, en agosto, recaló en el Gaziantep turco. Esta fue la última cesión que acumuló antes de unirse al Qingdao West Coast en febrero de 2024.

## Estadísticas

### Clubes
| Club                      | Div.          | Temporada     | Liga  | Liga  | Copa nacional | Copa nacional | Copa internacional | Copa internacional | Total | Total |
| Club                      | Div.          | Temporada     | Part. | Goles | Part.         | Goles         | Part.              | Goles              | Part. | Goles |
| ------------------------- | ------------- | ------------- | ----- | ----- | ------------- | ------------- | ------------------ | ------------------ | ----- | ----- |
| Flamengo SP · Brasil      | 3.ª           | 2013          | 17    | 5     | -             | -             | -                  | -                  | 17    | 5     |
| Flamengo SP · Brasil      | Total club    | Total club    | 17    | 5     | 0             | 0             | 0                  | 0                  | 17    | 5     |
| Trofense Portugal         | 2.ª           | 2013-14       | 12    | 4     | -             | -             | -                  | -                  | 12    | 4     |
| Trofense Portugal         | 2.ª           | 2014-15       | 14    | 3     | 6             | 2             | -                  | -                  | 20    | 5     |
| Trofense Portugal         | Total club    | Total club    | 26    | 7     | 6             | 2             | 0                  | 0                  | 32    | 9     |
| Flamengo SP · Brasil      | 3.ª           | 2015          | 14    | 2     | 0             | 0             | -                  | -                  | 14    | 2     |
| Flamengo SP · Brasil      | Total club    | Total club    | 14    | 2     | 0             | 0             | 0                  | 0                  | 14    | 2     |
| Bragantino · Brasil       | 2.ª           | 2015          | 2     | 0     | 0             | 0             | -                  | -                  | 2     | 0     |
| Bragantino · Brasil       | Total club    | Total club    | 2     | 0     | 0             | 0             | 0                  | 0                  | 2     | 0     |
| Atlético Huila · Colombia | 1.ª           | 2016          | 5     | 0     | 0             | 0             | -                  | -                  | 5     | 0     |
| Atlético Huila · Colombia | Total club    | Total club    | 5     | 0     | 0             | 0             | 0                  | 0                  | 5     | 0     |
| Famalicão Portugal        | 2.ª           | 2016-17       | 3     | 0     | 0             | 0             | -                  | -                  | 3     | 0     |
| Famalicão Portugal        | Total club    | Total club    | 3     | 0     | 0             | 0             | 0                  | 0                  | 3     | 0     |
| Oliveirense Portugal      | 2.ª           | 2017-18       | 35    | 11    | 5             | 3             | -                  | -                  | 40    | 14    |
| Oliveirense Portugal      | Total club    | Total club    | 35    | 11    | 5             | 3             | 0                  | 0                  | 40    | 14    |
| Nacional Portugal         | 1.ª           | 2018-19       | 25    | 1     | 3             | 0             | -                  | -                  | 28    | 1     |
| Nacional Portugal         | 2.ª           | 2019-20       | 22    | 11    | 1             | 0             | -                  | -                  | 23    | 11    |
| Nacional Portugal         | 1.ª           | 2020-21       | 12    | 4     | 3             | 5             | -                  | -                  | 15    | 9     |
| Nacional Portugal         | Total club    | Total club    | 59    | 16    | 7             | 5             | 0                  | 0                  | 66    | 21    |
| Metalist Járkov Ucrania   | 1.a           | 2021-22       | 15    | 6     | 3             | 0             | -                  | -                  | 18    | 6     |
| Metalist Járkov Ucrania   | Total club    | Total club    | 15    | 6     | 3             | 0             | 0                  | 0                  | 18    | 6     |
| Grasshoppers Suiza        | 1.a           | 2021-22       | 8     | 1     | 0             | 0             | -                  | -                  | 8     | 1     |
| Grasshoppers Suiza        | Total club    | Total club    | 8     | 1     | 0             | 0             | 0                  | 0                  | 8     | 1     |
| Al-Khaleej Arabia Saudí   | 1.a           | 2022-23       | 6     | 0     | 0             | 0             | -                  | -                  | 6     | 0     |
| Al-Khaleej Arabia Saudí   | Total club    | Total club    | 6     | 0     | 0             | 0             | 0                  | 0                  | 6     | 0     |
| Marítimo Portugal         | 1.a           | 2022-23       | 18    | 3     | 0             | 0             | -                  | -                  | 18    | 3     |
| Marítimo Portugal         | Total club    | Total club    | 18    | 3     | 0             | 0             | 0                  | 0                  | 18    | 3     |
| Gaziantep Turquía         | 1.a           | 2023-24       | 17    | 1     | 1             | 1             | -                  | -                  | 18    | 2     |
| Gaziantep Turquía         | Total club    | Total club    | 17    | 1     | 1             | 1             | 0                  | 0                  | 18    | 2     |
| Qingdao West Coast China  | 1.a           | 2023-24       | 8     | 3     | 0             | 0             | -                  | -                  | 8     | 3     |
| Qingdao West Coast China  | Total club    | Total club    | 8     | 3     | 0             | 0             | 0                  | 0                  | 8     | 3     |
| Total carrera             | Total carrera | Total carrera | 233   | 55    | 22            | 11            | 0                  | 0                  | 255   | 66    |